# فهرست هنرمندان زن فنلاندی
این فهرستی از زنان هنرمندی است که در فنلاند به دنیا آمده‌اند یا آثار هنری آنها ارتباط نزدیکی با آن کشور دارد.
|  |

## آ
- اوا آککه (۱۸۵۵–۱۹۲۹)، نقاش
- نینا الستد (۱۸۵۳–۱۹۰۷)، نقاش
- مینا اکیورکه (متولد ۱۹۴۹)، نقاش، مجسمه‌ساز
- هلنا آرنل (۱۶۹۷–۱۷۵۱)، نقاش
- آنا اریکسون (متولد ۱۹۷۷)، فیلمساز

## ب
- هیدی بلومستد (۱۹۱۱–۱۹۸۲)، سرامیست
- الینا بروتروس (متولد ۱۹۷۲)، عکاس و طراح
- روت برایک (۱۹۱۶–۱۹۹۹)، سرامیست

## پ
- اوتی پی‌یسکی (متولد ۱۹۷۳)، هنرمند تجسمی سامی
- تولیککی پیه‌تیله (۱۹۱۷–۲۰۰۹)، گرافیست
- اولا پروکپه (۱۹۲۱–۱۹۶۸)، سرامیست
- لایلا پوللینن (۱۹۳۳–۲۰۱۵)، هنرمند، مجسمه‌ساز

## ت
- ماریاتا تاپیولا (متولد ۱۹۵۱)، نقاش
- سوفی تاکسل (۱۹۱۱–۱۹۹۶)، نقاش
- الن تسلف (۱۸۶۹–۱۹۵۴)، نقاش اکسپرسیونیست
- هیلکا تویولا (۱۹۰۹–۲۰۰۲)، هنرمند شیشه‌های رنگی
- ساللا توککه (متولد ۱۹۷۳)، هنرمند ویدئو

## چ
- فانی چربری (۱۸۴۵–۱۸۹۲)، نقاش منظره

## د
- الین دانیلسون-گامبوگی (۱۸۶۱–۱۹۱۹)، نقاش

## ر
- اسی رنوال (۱۹۱۱–۱۹۷۹)، مجسمه‌ساز
- هانا رونبری (۱۸۶۲–۱۹۴۶)، نقاش و نویسنده
- ماتیلدا روتکورچ (۱۸۱۳–۱۸۴۲)، نقاش

## س
- نینا سایلو (۱۹۰۶–۱۹۹۸)، مجسمه‌ساز
- سیگرید شائومان (۱۸۷۷-۱۹۷۹)، نقاش، منتقد هنری
- ایدا سیلوربری (۱۸۳۴–۱۸۹۹)، نقاش
- آنیتا اسنلمان (۱۹۲۴–۲۰۰۶)، نقاش
- ونی سولدان-بروفلد (۱۸۶۳-۱۹۴۵)، نقاش، تصویرگر، گرافیست و طراح جواهرات

## ف
- الن فیورین (۱۸۵۳–۱۹۱۹)، نقاش
- هیلدا فلودین (۱۸۷۷–۱۹۵۸)، مجسمه‌ساز، قلم‌زن و نقاش
- آلینا فورسمان (۱۸۴۵–۱۸۹۹)، مجسمه‌ساز
- الکساندرا فروستروس-سلتین (۱۸۳۷–۱۹۱۶)، نقاش، تصویرگر

## ک
- سینیکا کورکینن (متولد ۱۹۳۵)، نقاش
- مارگارت کپسیا (۱۶۸۲–۱۷۵۹)، نقاش

## ل
- گان لنسای (۱۹۲۰–۲۰۱۳)، مجسمه‌ساز
- آملی لوندال (۱۸۵۰–۱۹۱۴)، نقاش
- لنا لواستارینن (۱۹۴۹–۲۰۱۳)، نقاش

## م
- شارلوتا مالم-رویترهولم (۱۷۶۸–۱۸۴۵)، نقاش، نویسنده

## ن
- الین آلفیلد نوردلوند (۱۸۶۱–۱۹۴۱)، نقاش
- گونل نومن (۱۹۰۹–۱۹۴۸)، هنرمند شیشه و فلز

## و
- دورا والروس (۱۸۷۰–۱۹۴۷)، نقاش
- مارتا وندلین (۱۸۹۳–۱۹۸۶)، نقاش
- ماریا وییک (۱۸۵۳–۱۹۲۸)، نقاش

## ه
- گرتا هلفورس-سیپیله (۱۸۹۹–۱۹۷۴)، نقاش
- ایلا هیلتونن (۱۹۲۲–۲۰۰۳)، مجسمه‌ساز